# Воробьиные сычи
Воробьиные сычи, или сычи-воробьи, или сычики (лат. Glaucidium) — род птиц семейства совиные.
Характеризуются маленьким размером тела, короткими крыльями и длинным хвостом. Лицевой диск развит слабо, «ушек» нет,или они короткие и большую часть времени не видны, глаза небольшие с желтой радужиной, клюв светлый. Верхняя часть тела обычно буроватого или ржавчатого цвета, покрытая светлыми отметинами или более тёмными поперечными полосами, нижняя — светлая, с продольными или поперечными полосками. На крыльях и хвосте также есть контрастные полоски или светлые пятна. Для сидящей на присаде птицы характерна манера подергивать хвостом в вертикальной плоскости. Обитают в самых различных биотопах — от тайги до пустынь и тропических лесов. Встречаются на всех континентах, кроме Австралии, особенно много близких видов живет в Южной и Центральной Америке; в тропиках Старого Света видов меньше, но они более разнообразны. В России обитает один вид — воробьиный сыч.

## Виды
Род включает 30 видов:
- Glaucidium passerinum — Воробьиный сыч
- Glaucidium perlatum — Жемчужный воробьиный сыч
- Glaucidium tephronotum — Красногрудый воробьиный сыч
- Glaucidium sjostedti — Каштановоспинный воробьиный сыч
- Glaucidium cuculoides — Кукушковый воробьиный сыч
- Glaucidium castanopterum — Яванский сычик
- Glaucidium radiatum — Джунглевый воробьиный сыч
- Glaucidium castanotum — Буроспинный сычик
- Glaucidium capense — Капский воробьиный сыч
- Glaucidium albertinum — Сычик Альбертина
- Glaucidium californicum — Калифорнийский воробьиный сыч-гном
- Glaucidium gnoma — Воробьиный сыч-гном
- Glaucidium hoskinsii — Капский карликовый сычик
- Glaucidium cobanense
- Glaucidium costaricanum — Коста-риканский карликовый сычик
- Glaucidium nubicola — Горный карликовый сычик
- Glaucidium jardinii — Андский сычик
- Glaucidium bolivianum  — Боливийский сычик
- Glaucidium palmarum — Колимский карликовый сычик
- Glaucidium sanchezi — Мексиканский карликовый сычик
- Glaucidium griseiceps — Центральноамериканский карликовый сычик
- Glaucidium parkeri — Субтропический сычик
- Glaucidium hardyi — Амазонский сычик
- Glaucidium minutissimum — Крошечный воробьиный сыч
- Glaucidium mooreorum
- Glaucidium brasilianum — Рыжий воробьиный сыч
- Glaucidium peruanum — Перуанский сычик
- Glaucidium nana
- Glaucidium siju — Кубинский воробьиный сыч

## Галерея

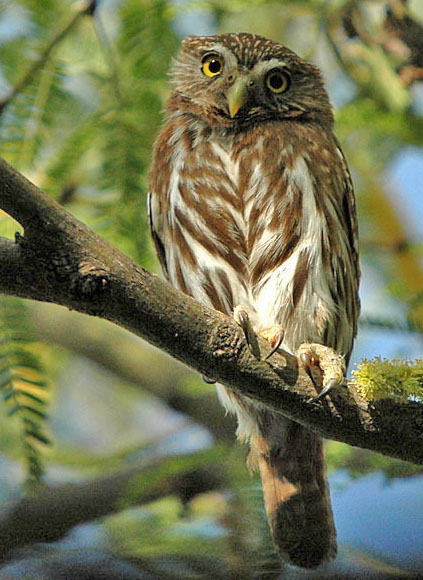
рыжий воробьиный сыч населяет Американский континент от США до Аргентины
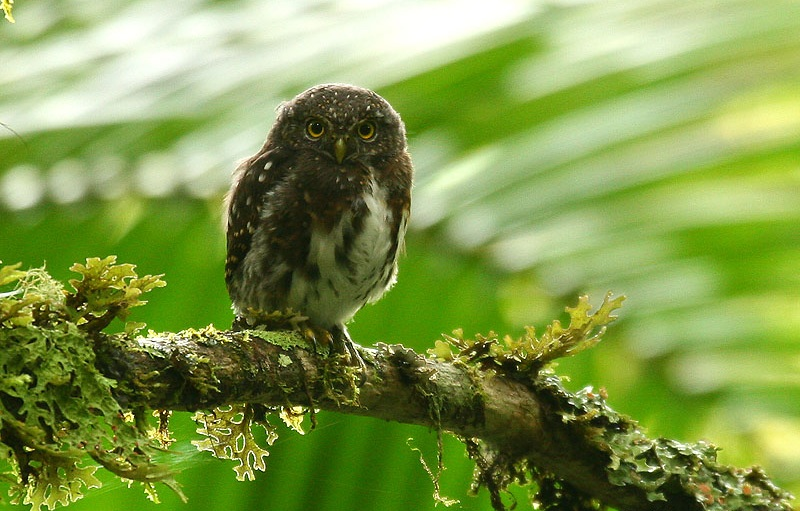
Glaucidium costaricanum эндемик Коста-Рики и Панамы
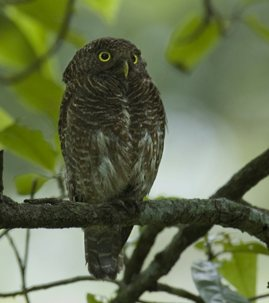
кукушковый воробьиный сыч живёт в Южной Азии
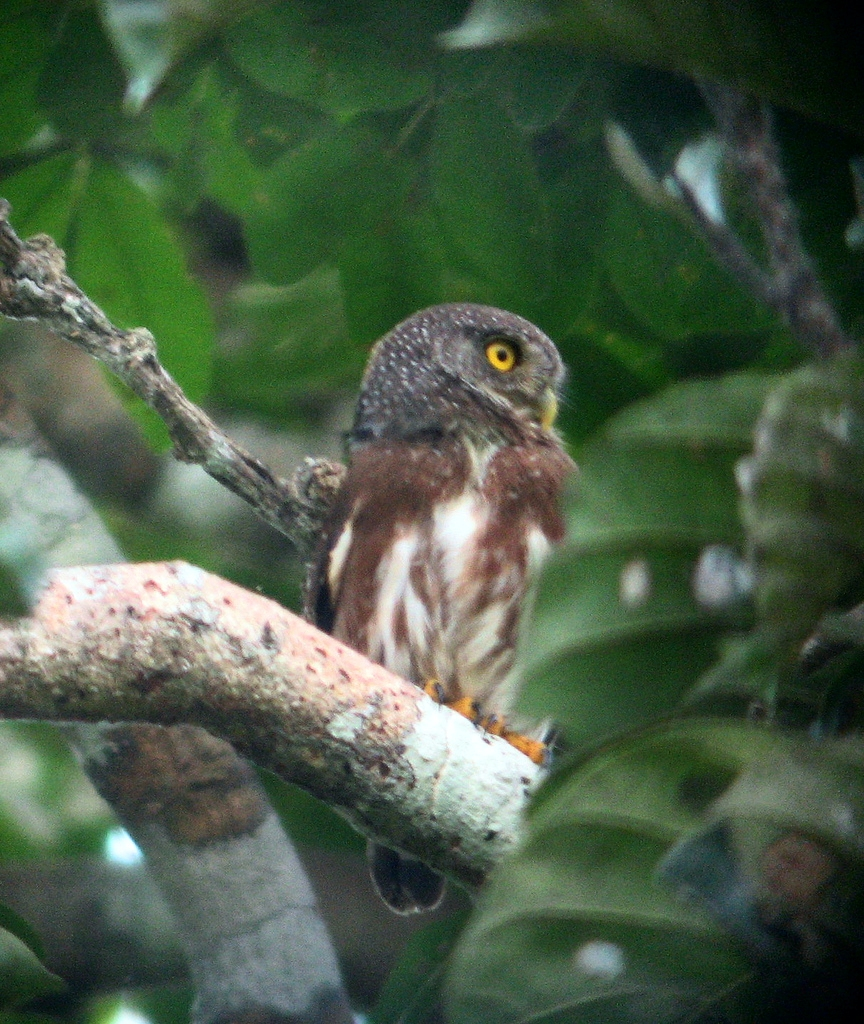
Glaucidium hardyi из Южной Америки
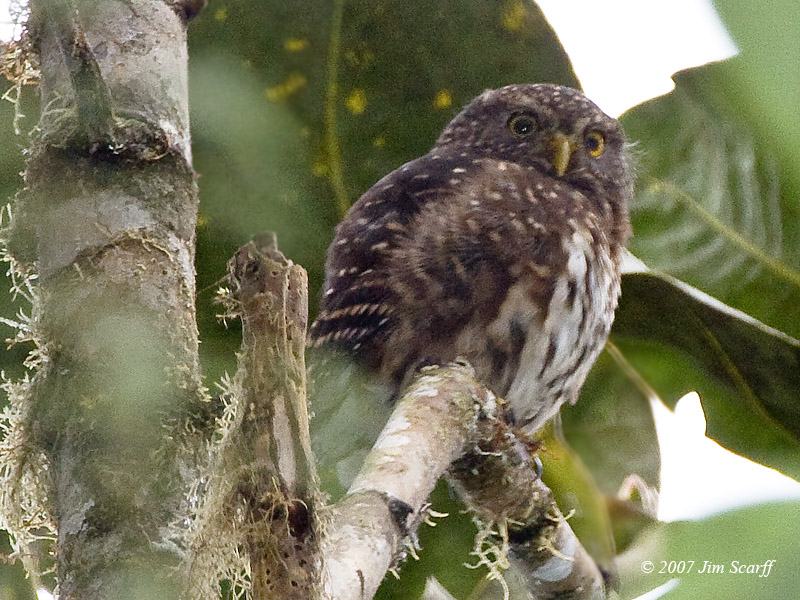
Glaucidium jardinii из Южной Америки
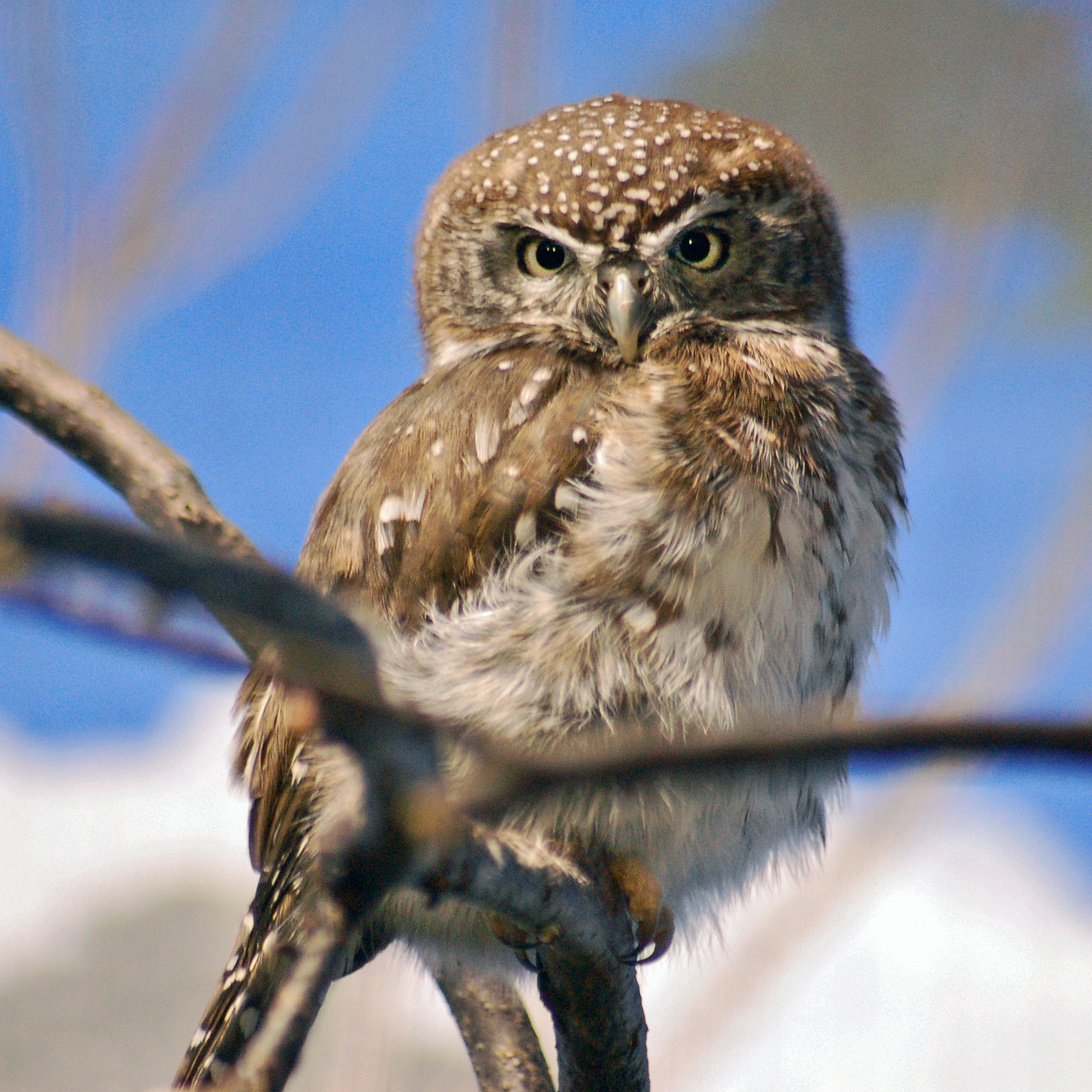
жемчужный воробьиный сыч населяет Африку
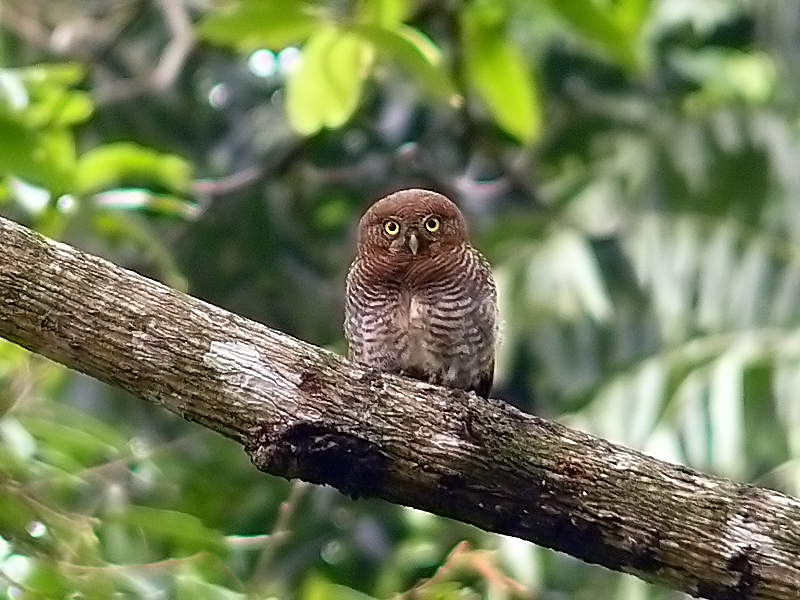
джунглевый воробьиный сыч из Южной Азии
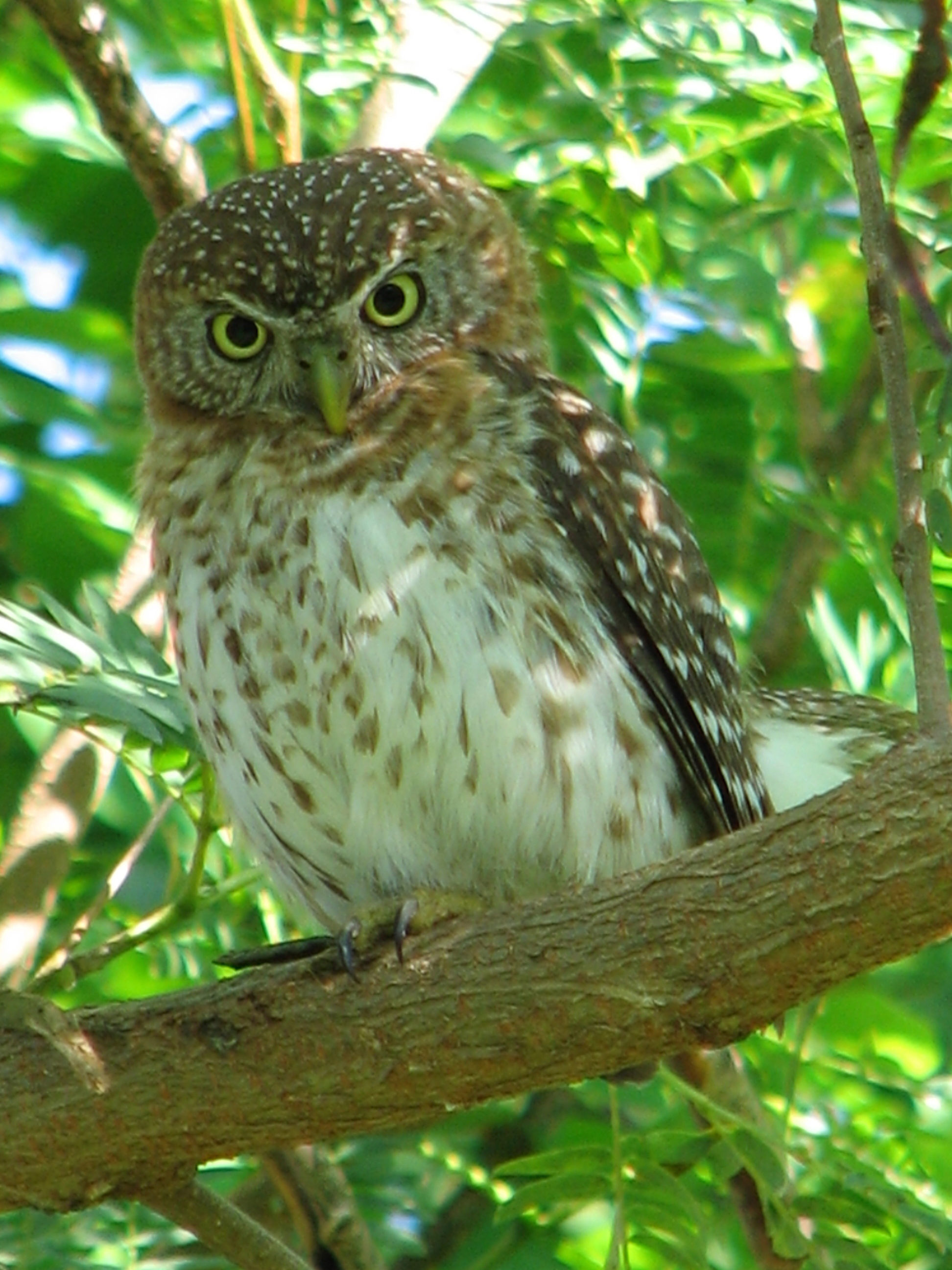
кубинский воробьиный сыч эндемик Кубы
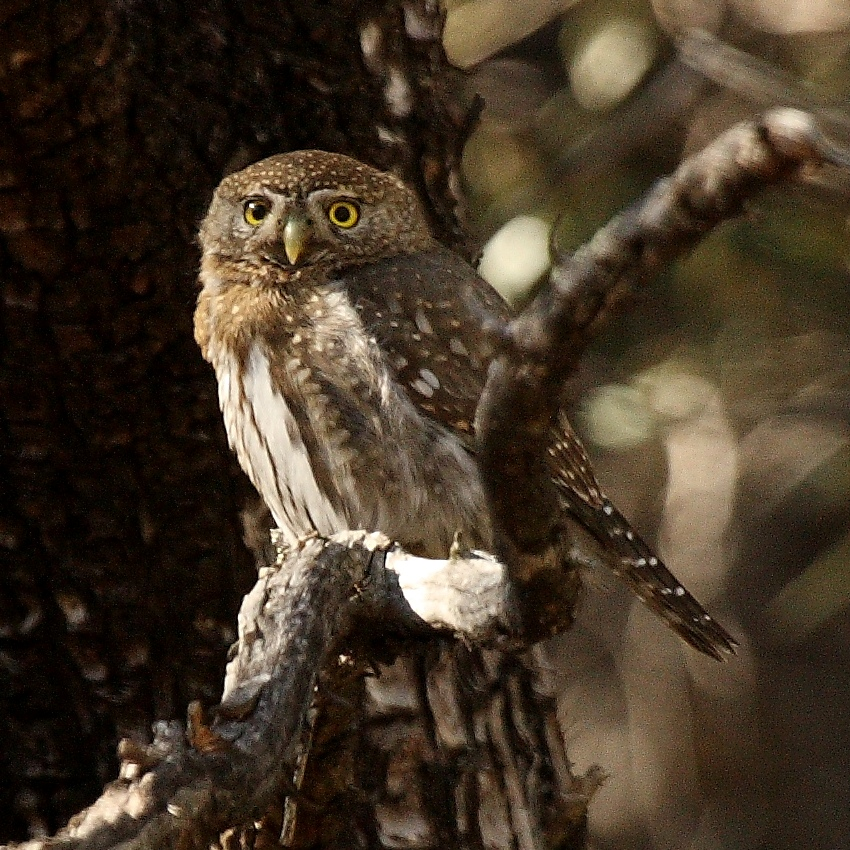
воробьиный сыч-гном населяет Северную и Центральную Америку
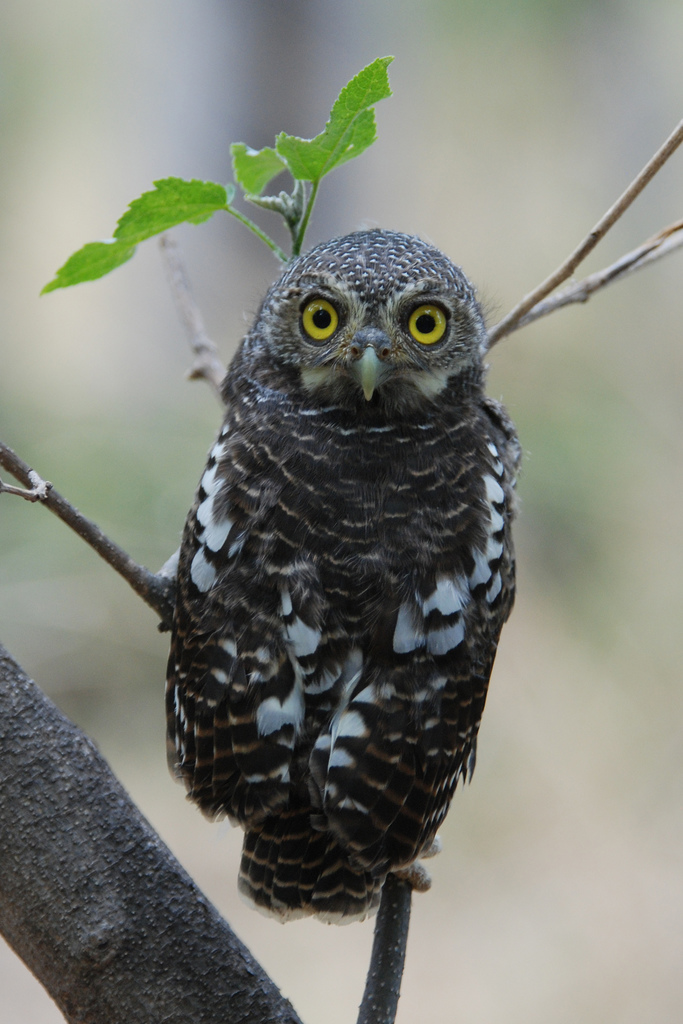
капский воробьиный сыч населяет Африку
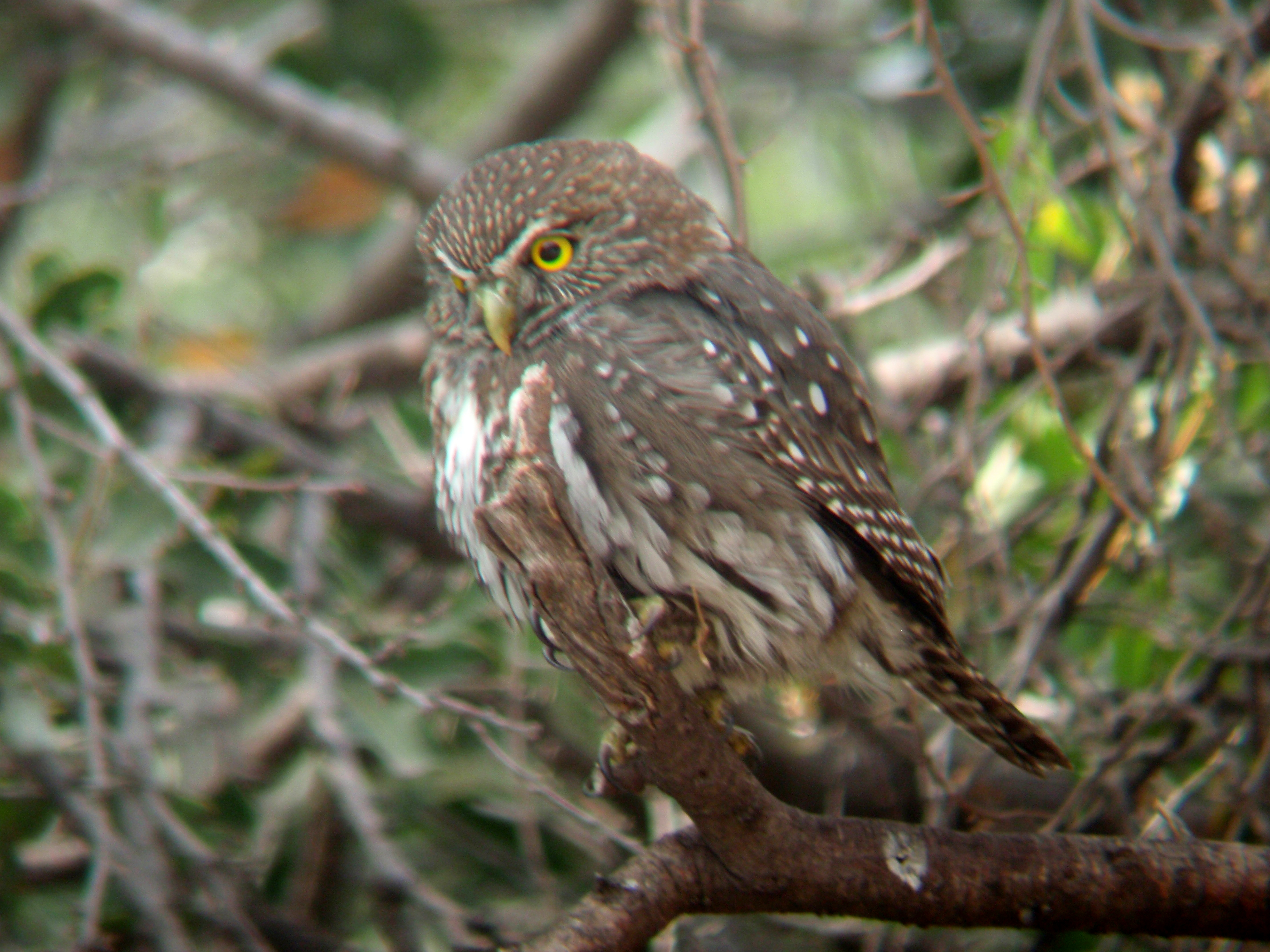
Glaucidium nana эндемик Чили